# Liste religiöser Gemeinden in Wuppertal
Die Liste enthält die Gemeinden möglichst aller Religionen in Wuppertal sowie ihre Versammlungsräume bzw. sakralen Gebäude. Die evangelischen und katholischen Kirchen sind nach ihren Kirchen- bzw. Pfarrgemeinden gegliedert. Zu den Gottesdienststätten der Gemeinden im Einzelnen siehe Liste von Sakralbauten in Wuppertal.

## Christentum

### Evangelische Kirche im Rheinland
Die Kirchenkreise Barmen und Elberfeld haben sich zum 1. Januar 2005 zum Kirchenkreis Wuppertal zusammengeschlossen. Nach Manfred Rekowski (2005–2011) wurde Ilka Federschmidt zur ersten Superintendentin des Kirchenkreises Wuppertal gewählt.

#### Kirchenkreis Wuppertal
- Evangelische Gemeinde Beyenburg-Laaken: Kirche Beyenburg (1866) und Laaker Kirche
- Gemeindeverband Gemarke-Wupperfeld
  - Vereinigte Evangelische Kirchengemeinde Wupperfeld: Alte Kirche Wupperfeld (geschlossen)
  - Vereinigte Evangelische Kirchengemeinde Gemarke: Gemarker Kirche (1888–1890; 1955, hier entstand die Barmer Erklärung).
  - Vereinigte Evangelische Kirchengemeinde Heidt: Lutherkirche (1911) und Stephanuskapelle (zgl. Friedhofskapelle)
  - Vereinigte Evangelische Kirchengemeinde Heckinghausen: Kirchsaal Ackerstraße (geschlossen seit Juni 2016) und Paul-Gerhardt-Haus
  - Evangelische Kirchengemeinde Hatzfeld: Hatzfelder Kirche (entgegen Presbyteriumsaussage 2017 verkauft)
- Evangelische Kirchengemeinde Langerfeld: Alte Kirche (1768–1786) und Beckacker Kirche (1898) Kreuzkirche (1911), im Zweiten Weltkrieg bis auf die Außenmauern zerstört, heute Wohnhaus mit einem öffentlichen, auch von der Gemeinde nutzbaren Raum.
- Evangelische Kirchengemeinde Schellenbeck-Einern: Haus der Begegnung (1974, Architekt Dieter Oesterlen)
- Evangelische Kirchengemeinde Unterbarmen: Hauptkirche Unterbarmen, Pauluskirche (nur vereinzelt Gottesdienste), Christuskirche (entwidmet), Rotter Kirche und Gemeindehaus Hesselnberg (geschlossen)
- Evangelische Kirchengemeinde Unterbarmen Süd: Petruskirche (Gemeindehaus Meckelstraße) und Lichtenplatzer Kapelle
- Evangelische Kirchengemeinde Wichlinghausen-Nächstebreck: Erlöserkirche, Wichlinghauser Kirche (heute Stadtteilzentrum, noch gelegentlich für Gottesdienste genutzt) und Kirche Hottenstein
- Evangelische Kirchengemeinde Cronenberg:Reformierte Kirche (1766–1771), Emmauskirche (1856–1857, heute Gemeindezentrum), Friedenskirche (1974, wird zu Kindergarten umgebaut), Nikodemuskirche (1992)
- Gemeindeverband der Innenstadtgemeinden Elberfeld
  - Evangelische Kirchengemeinde Elberfeld-Nord: Auferstehungskirche, Friedhofskirche, Kirche am Kolk, Gemeindezentrum Am Eckbusch, Katernberger Vereinshaus
  - Evangelische Kirchengemeinde Uellendahl-Ostersbaum: Thomaskirche, Gemeindezentrum Uellendahl/Menschenhaus und Philippuskirche
  - Evangelische Kirchengemeinde Elberfeld-Südstadt: Johanneskirche und Christuskirche
  - Evangelische Kirchengemeinde Elberfeld-West: Michaelskirche (seit 30. April 2006 geschlossen), Neue Kirche und Stephanuskirche (seit 29. April 2007 geschlossen)
- Evangelische Kirchengemeinde Küllenhahn: Kirchsaal Küllenhahn
- Evangelische Kirchengemeinde Ronsdorf (vormals Evangelisch-lutherische Kirchengemeinde Ronsdorf): Lutherkirche, und Paul-Schneider-Haus (entwidmet, heute Kirchenkreisarchiv)
- Evangelisch-reformierte Kirchengemeinde Ronsdorf: Reformierte Kirche (erbaut 1858)
- Evangelische Kirchengemeinde Sonnborn: Hauptkirche und Markuskirche (entwidmet, heute Tanzschule Asfahl)
- Evangelische Kirchengemeinde Vohwinkel: Kirche Vohwinkel (Gräfrather Straße, erbaut 1889) und Kirche auf dem Bremkamp (1959, entwidmet), Gemeindesaal im Ev. Seniorenheim, Kirchsaal Lessingstraße und Kirche in der Goerdelerstraße (im März 2016 entwidmet und mittlerweile abgerissen)
- In Trägerschaft des Kirchenkreises als Citykirche in Elberfeld: Alte reformierte Kirche
- In Trägerschaft der Wuppertaler Stadtmission: Diakoniekirche (ehemalige Kreuzkirche in der Elberfelder Nordstadt, Schließung durch die Diakonie angedacht)

#### Kirchenkreis Niederberg
- Evangelische Kirchengemeinde Dönberg: Kirche Dönberg, Höhenstraße (1847)
- Evangelisch-reformierte Kirchengemeinde Schöller: Pfarrkirche Schöller (12. Jahrhundert), keine Neubesetzung der Pfarrstelle und Vereinigung mit der Evangelisch-reformierten Kirchengemeinde Gruiten voraussichtlich Mitte 2018

#### Freie, der Evangelischen Kirche nahestehende Vereinigungen
- Landeskirchliche Gemeinschaft Wuppertal Elberfeld: Gemeinschaftshaus Varresbecker Straße 26
- Wuppertaler Stadtmission: Heinrich-Böll-Straße 188 (Evangeliumshalle) und Diakoniekirche (ehem. Kreuzkirche)

### Römisch-katholische Kirche

#### Dekanat Barmen im Stadtdekanat Wuppertal
- St. Antonius Barmen
- Kirche Herz Jesu Unterbarmen
- St. Marien Barmen
- St. Pius X. Barmen
- St. Konrad Hatzfeld
- St. Johann Baptist Oberbarmen
- St. Mariä Himmelfahrt Nächstebreck
- St. Elisabeth Heckinghausen und St. Petrus Laaken (5. Dezember 2021 profaniert)[2]
- St. Raphael Langerfeld, Filialkirche St. Paul Langerfeld
- St. Maria Magdalena Beyenburg

#### Dekanat Elberfeld im Stadtdekanat Wuppertal
- Pfarrverband Elberfeld-Nord
  - St. Maria Hilf Dönberg (1985, Portal von 1865)
  - Christ König Katernberg (1960)
  - Kirche Herz Jesu Elberfeld
  - St. Michael Uellendahl und Filialkirche St. Johannes des Evangelisten (Roncallizentrum)
- Pfarrverband Wuppertaler Westen
  - St. Bonifatius Elberfeld-West-Varresbeck (1955)
  - St. Remigius Sonnborn (1976), Gottesdienststation Maximilian-Kolbe-Kapelle am Zoo (profaniert)
  - St. Mariä Empfängnis Vohwinkel-Mitte (1907) und St. Ludger (Bremkamp)
- Pfarrverband Elberfeld-Mitte
  - St. Joseph Elberfeld-Nützenberg (1911)
  - St. Laurentius Elberfeld-Mitte (1835)
  - St. Marien Elberfeld-Ostersbaum (nach 1884)
  - St. Suitbertus Elberfeld-Südstadt (1886)
- Pfarrverband Wuppertaler Südhöhen
  - St. Christophorus Barmen-Lichtenplatz
  - Hl. Ewalde Cronenberg (1939/1952)
  - St. Hedwig Cronenberg-Hahnerberg (1959)
  - St. Joseph Ronsdorf

#### Pfarrgemeinde St. Maximin Wülfrath-Düssel
- St. Mariae Empfängnis-Kapelle im Turm vom Rittergut Schöller (finden keine öffentliche Gottesdienste mehr statt)

#### Fremdsprachige katholische Gemeinden
- Katholische Italienische Mission in Wuppertal (Missione Cattolica Italiana): Sankt Antonius (Barmen), Bernhard-Letterhaus-Straße 11
- Mission für Kroatisch sprechende Katholiken in Wuppertal (Hrvatska Katolicka Misija): Herz Hesu (Elberfeld), Am Deckershäuschen 94
- Mission für Polnisch sprechende Katholiken in Wuppertal (Polska Misja Katolicka): Sankt Antonius (Barmen), Bernhard-Letterhaus-Straße 11
- Mission für Spanisch sprechende Katholiken in Wuppertal (Misión Católica Espanola): Sankt Joseph (Elberfeld) (seit Jahren aufgelöst, ca. 2003, Mission mit Remscheid zusammengelegt)
- Arabisch-christliche Gemeinde Wuppertal (Melkitische Griechisch-katholische Kirche): St. Bonifatius (Varresbeck)

### Orthodoxe Kirchen
- Griechisch-Orthodoxe Kirche – Gemeinde Wuppertal: Kirche der Lebensspendenden Quelle zu Wuppertal (Uellendahler Str. 407)
- Russisch-Orthodoxe Kirche (Moskauer Patriarchat) – Kirchengemeinde Hll. Neu-Märtyrerinnen Elisabeth und Barbara: St.-Anna-Kapelle im Klinikum St. Antonius (Vogelsangstraße)
- Serbisch-Orthodoxe Kirche – Gemeinde Wuppertal: Kirche der hl. Mutter Gottes, Hombüchel 55 (ehem. Lutherkirche Elberfeld am Hombüchel)
- Rumänisch-Orthodoxe Kirche – Gemeinde Wuppertal: Kirchengemeinde hl. Laurentius und hl. Parascheva de la Iasi: Gottesdienste in der Kath. Pfarrkirche St. Michael
- Eritreisch-Orthodoxe Tewahedo-Kirche – Gemeinde Wuppertal: Gottesdienste in der Kath. St. Pfarrkirche St. Suitbertus

### Altkonfessionelle Kirchen

#### Selbständige Evangelisch-Lutherische Kirche
frühere Kirchenbezeichnung: Evangelisch-Lutherische (altlutherische) Kirche
- Evangelisch-Lutherische Kirchengemeinde Sankt Michaelis Barmen: Sankt Michaelis, Werléstraße 58 (Kapelle im Oktober 2023 geschlossen)[3]
- Evangelisch-Lutherische Kirchengemeinde Sankt Petri Wuppertal Elberfeld: Sankt Petri, Paradestraße 41

#### Evangelisch-altreformierte Kirche
- Niederländisch-reformierte Gemeinde – Niederländisch reformierte Kirche in der Katernberger Straße 63

### EvangelischeFreikirchen

#### Bund Freier evangelischer Gemeinden in Deutschland(BFeG)
- Freie evangelische Gemeinde Wuppertal-Barmen, gegründet 1854 durch Hermann Heinrich Grafe: Gemeindehaus Unterdörnen 77
- Freie evangelische Gemeinde Wuppertal-Beyenburg: Gemeindehaus Gerstenkamp 9
- Freie evangelische Gemeinde Wuppertal-Elberfeld: Gemeindehaus Bergstraße 40/42
- Freie evangelische Gemeinde Wuppertal-Ronsdorf: Gemeindehaus Bandwirkerstraße 28–30
- Freie evangelische Gemeinde Wuppertal-Vohwinkel: Gemeindehaus Westring 74

#### Bund Evangelisch-Freikirchlicher Gemeinden(BEFG)
- Baptisten
  - Assemblée de Dieu de Wuppertal: Köbners Kirche (Wartburgstraße 44)
  - Evangelisch-Freikirchliche Gemeinde Wuppertal-Cronenberg: Versöhnungskirche (Eich 12)
  - Evangelisch-Freikirchliche Gemeinde Wuppertal-Elberfeld: Kirche auf dem Ölberg (Rolandstraße 15)
- Gemeinden der Brüderbewegung, die zum BEFG gehören
  - Evangelisch-Freikirchliche Gemeinde Ostersbaum (früher: Brüdergemeinde Baustraße): Else-Lasker-Schüler-Straße 22
  - Evangelisch-Freikirchliche Gemeinde Wuppertal-Vohwinkel: Mackensenstraße 16
  - Evangelisch-Freikirchliche Gemeinde Wuppertal-Wichlinghausen: Neanderstraße 9
- Schwestern-Mutterhaus Persis, Funkstr. 46 (Persis-Diakonie)

#### Geschlossene Brüdergemeinden
- Elberfeld, Hochstraße 47
- Barmen, Zur Scheuren 6 a
- Vohwinkel, Im Kirschsiepen 9
- Ronsdorf, Schenkstraße 32

#### Freie Brüdergemeinden
- Christliche Gemeinde Wuppertal-Barmen, Heckinghauser Straße 71a

#### Bund Freikirchlicher Pfingstgemeinden(BFP)
- Kirche im Tal (früher: Freie Evangeliumskirche „Zion“ Gemeinde Wuppertal (Barmen): Kleine Flurstraße 11)[4]
- Familienkirche in der Gemeinde der Christen Ecclesia: Standort Barmen – Gemeindehaus Winklerstraße 40 (Barmen) und Standort Elberfeld  – Tannenbergstr. 31 (ehem. Hauskirche) und Bärenstr. 11–13 (Gottesdienste)[5]
- Credo Kirche (früher Christus-Gemeinde): Campus Oberbarmen in der Windhukstraße 102, Campus Elberfeld im Hofkamp 171 („Wunderbau“, ehemalige „Pfingstgemeinde“, Gottesdienste im Coworking-Space Codeks Wuppertal in der Moritzstraße 14)[6] und Campus Solingen in der Oststraße 32
- Christengemeinde Gottes Wort: Otto-Hausmann-Ring 184 (ehem. Neuapostolische Kirche Varresbeck)

#### Evangelisch-methodistische Kirche(EmK)
- Gemeinde Wuppertal-Barmen: Zionskirche, Eintrachtstraße 45
- Gemeinde Wuppertal-Elberfeld: Bethesda-Kirche, Nevigeser Straße 20
- Gemeinde der Bethesda-Diakonissen (Diakonissen-Schwesternschaft Bethesda): Hainstraße 41

#### Heilsarmee
- Die Heilsarmee: Korps Wuppertal, Bartholomäusstraße 60

#### Freikirche der Siebenten-Tags-Adventisten
- Barmen: Adventhaus („Haus der Adventhoffnung“), Mühlenweg 3–5
- Elberfeld: Nevigeser Straße 90

#### Fremdsprachige protestantische Gemeinden
- Afrikanisch geprägte Gemeinden
  - International Missionary Church (Englisch und Deutsch) Klophausstr. 25
  - African Christian International (baptistisch): zurzeit Kirche auf dem Ölberg (EFG), Rolandstraße 15
  - Amazing Grace Global Outreach: zur Zeit Bethesdakirche (EmK), Nevigeserstraße 20
  - Assemblé de Dieu de Wuppertal (charismatisch): zurzeit Church of Peace, Briller Straße 16
  - Assemblé de Dieu Vivant: Heckinghauser Straße 43 a
  - Blessed Baptist Church: zurzeit Kirche Hottenstein (Evang. Kirche), Nächstebreck
  - Christ Foundation Ministry (pfingstkirchlich): zurzeit Zionskirche (EmK), Eintrachtstraße 45
  - Church of Pentecost (COP): zurzeit Evangelisches Gemeindezentrum Uellendahl, Röttgen 102
  - Communauté Chretienne Evangélique Champ-Nouveau: zur Zeit Church of Peace, Briller Straße 16
  - Deeper Christian Life: zur Zeit Niederländisch-Reformierte Gemeinde, Katernberger Straße 63
  - Eglise Internationale de la Sanctification, Klophausstraße 25
  - English Speaking Fellowship der Evangelischen Kirchengemeinde Heckinghausen: Paul-Gerhardt-Haus, Rübenstraße 25
  - Eritreische Evangelische Gemeinde, Unterdörnen 77
  - Grace Temple Church (Gläubige aus Ghana und Kamerun): Nommensenweg 3
  - Holy Ghost Hour Prayer Ministry (Pfingstgemeinde), Windhukstraße 102
  - International Baptist and Bible Ministry: zurzeit Begegnungshaus Westkotter Straße 198 (früher Wichlinghauser Kirche)
  - La Maison de la Foi et dé Temoignage: zur Zeit FeG Elberfeld, Bergstraße 40/42
  - Mission Evangelique La Porte de l’Esperance: zur Zeit Lutherkirche Heidt
  - World Alive Ministries (Gläubige aus Ghana): Kirche auf dem Ölberg der Baptisten
- Griechisch-Evangelische Gemeinde: Neanderstraße (Ev.-Freikirchliche Gemeinde) (wegen Überalterung nicht mehr existent)[7]
- Evangelische Koreanische Missions-Kirchengemeinde Wuppertal (evangelisch-freikirchlich): Gemeindehaus Hellerstraße
- Chiesa Evangelica Italiana (Italienische evangelische Gemeinde, dem Verbund CCINE zugehörig): Eich 12[8]
- Chiesa Evangelica Italiana (Italienische evangelische Gemeinde, dem Verbund CCINE zugehörig): Ackerstraße 28 (ehem. Kirchsaal Ackerstraße der Ev. Kirchengemeinde Heckinghausen)[9]
- Vietnamesische Tin Lanh Gemeinde Wuppertal: Flexstr. 13 (ehem. Ev. Pülsöhder Kirche in Wuppertal-Langerfeld)
- Church of Peace (deutsch- und englischsprachig, ehem. Andreas-Murray-Kirche / Jesus-Zentrum): Gemeindehaus Briller Straße 16
- Gemeinde Neues Leben (bisher: Chiesa Evangelica Italiana Wuppertal e. V., zukünftig: Italienische Gemeinde Neues Leben Wuppertal) (pfingstkirchlich), Thomaskirche (Ev. Kirche), Opphofer Straße 60
- Polska Spolecznosc Chrzescijanska Wuppertal (charismatisch), Winklerstraße 40
- Christengemeinde für Latinos, Hofkamp 171
- God of Difference Healing and Deliverance Church, Nevigeser Str. 20

### Apostolische Kirchen
- Katholisch-apostolische Gemeinde: Gemeinde Wuppertal, Winterstraße 11

- Neuapostolische Kirche
  - Neuapostolische Kirche Wuppertal-Cronenberg, Auf dem Eigen 10
  - Neuapostolische Kirche Wuppertal-Elberfeld, Hardtstr. 14
  - Neuapostolische Kirche Wuppertal-Hatzfeld, Hatzfelder Str. 96
  - Neuapostolische Kirche Wuppertal-Ost, Am Timpen 23
  - Neuapostolische Kirche Wuppertal-Vohwinkel, Schlieffenstr. 5

- Altapostolische Kirche: Gemeinde Wuppertal, Alsenstraße 25 a

### Jehovas Zeugen
- Deutschsprachige Versammlungen[10]
  - Versammlung Wuppertal-Nord, Lüntenbecker Weg 6
  - Versammlung Wuppertal-Süd, Lüntenbecker Weg 6
  - Versammlung Wuppertal-West, Lüntenbecker Weg 6
  - Versammlung Wuppertal-Barmen, Klippe 15

- Fremdsprachige Versammlungen[10]
  - Versammlung Wuppertal-Englisch, Lüntenbecker Weg 6
  - Versammlung Wuppertal-Italienisch, Lüntenbecker Weg 6
  - Versammlung Wuppertal-Türkisch, Lüntenbecker Weg 6
  - Versammlung Wuppertal-Russisch, Lüntenbecker Weg 6
  - Versammlung Wuppertal-Polnisch, Lüntenbecker Weg 6
  - Versammlung Wuppertal-Kroatisch/Serbisch, Klippe 15

- Fremdsprachige Gruppen[10]
  - Gruppe Wuppertal-Französisch (zugehörig zu Versammlung Wuppertal-Barmen), Klippe 15
  - Gruppe Wuppertal-Pidgin (Westafrika) (zugehörig zu Versammlung Wuppertal-Englisch), Lüntenbecker Weg 6
  - Gruppe Wuppertal-Tamil (zugehörig zu Versammlung Wuppertal-West), Lüntenbecker Weg 6
  - Gruppe Wuppertal-Hindi (zugehörig zu Versammlung Wuppertal-Englisch), Lüntenbecker Weg 6
  - Gruppe Wuppertal-Romani (Mazedonien) (zugehörig zu Versammlung Wuppertal-Kroatisch/Serbisch), Klippe 15

### Sonstige Kirchen
- Die Christengemeinschaft: Gemeinde Wuppertal: Markus-Kirche, Schloßstraße 35
- Christian Science (Christliche Wissenschaft): First Church Wuppertal: Siegesstraße 166 (seit April 2017, vorher seit 1957: Döppersberg 24)
- Gemeinde Bekennender Christen: Begegnungscentrum Wuppertal, Nevigeser Straße 316 (bis 2015 Gräfrather Straße)
- Kirche Jesu Christi der Heiligen der Letzten Tage: Gemeinde Wuppertal, Martin-Luther-Straße 6
- Laien-Heim-Missionsbewegung Bewahrer der Lehren Pastor Russells und Pastor Johnsons: Gemeinde Wuppertal: Am Brögel 19–19a
- Bibelforscher Wuppertal (freie Christen-Gemeinde, der LHMB nahestehend): Auf der Bleiche, Gottesdienste im Altenheim Lazarus-Haus
- Maranatha – Missionsbund zur Ausbreitung des urchristlichen Evangeliums: Gemeinde Wuppertal, Friedrich-Engels-Allee 191
- Religiöse Gesellschaft der Freunde (Quäker) – Andachtsgruppe Wuppertal (Alte Feuerwache, Gathe)
- Selbständige Evangelisch-Reformatorische Gemeinde: Mühlenweg 41 (im ehem. „Friedensheim“)
- Iglesia ni Cristo – Gemeindestandort Wuppertal, Friedrich-Bayer-Straße (Hauptgemeinde in Dortmund)
- WERA Gemeinde Wuppertal, auch Wera Wuppertal genannt, Tochtergemeinde des WERA Forums in Duisburg (ehem. Evangeliumskirche Glaubensgeneration): Hölker Feld 42 (früher: Im Hölken 10)
- Evangeliumschristen-Baptisten (Evangeliums-Christen), Carnaper Straße 12 a
- Shelter „Hauskirche“ (in den Räumen der Kinderbetreuung „KribbelKrabbel“), Wormser Str. 32
- Apostolisches Zentrum Wuppertal (AZW): Friedensstraße 41[11] (nicht zu den Apostolischen Kirchen zu zählen)

### Säkularisierte Kirchen
- Die Immanuelskirche (1869, Ernst Heinrich Glüer) der ehemaligen reformierten Gemeinde Gemarke in Wupperfeld wurde 1984 profaniert und wird seither von einem Trägerverein als Konzertkirche erhalten.
- Die Trinitatiskirche (1878, Heinrich Bramesfeld), ehemalige lutherische Kirche im Elberfelder Stadtteil Arrenberg, dient heute einem Händler für gebrauchte Orgeln und Klaviere als Ausstellungsraum.
- Die Pauluskirche (1882, Gerhard August Fischer) für die Vereinigt-evangelische Gemeinde Unterbarmen entworfen, wird seit 1991 vermietet und für Vorlesungen, Konzerte und Ausstellungen genutzt, z. B. durch die Bergische Universität Wuppertal. Bewirtschaftet wird sie vom „Freundeskreis Pauluskirche Unterbarmen“, der sie für Gottesdienste der Gemeinde vermietet.
- Die Kreuzkirche im Stadtteil Langerfeld wurde im Jahr 2002 zum Wohnhaus umgebaut und beherbergt vorwiegend allein erziehende Mütter und Väter mit ihren Kindern.

## Islam

### Sunniten

#### Deutschsprachige Gemeinde
- Schababannur Moschee, Vohwinkel, Eugen-Langen-Straße 5 (Islamischer Förder- und Integrationsverein Wuppertal)

#### Türkischsprachige Gemeinden
- Türkisch-Islamische Union der Anstalt für Religion (DITIB)
  - Fatih Camii, Barmen, Am Clef 28
  - Merkez Moschee, Elberfeld, Gathe 31 a
  - Mimar Sinan Camii, Vohwinkel: Spitzwegstr. 1
- Verband der Islamischen Kulturzentren (VIKZ)
  - Wuppertaler Integrations- und Bildungsverein, Moschee Elberfeld-West: Friedrich-Ebert-Straße 175
- Islamische Gemeinschaft Millî Görüş (IGMG)
  - Yunus Emre Camii, Elberfeld, Wülfrather Straße 14 b
  - Moschee, Gronaustr. 107 A
  - Moschee, Heckinghauser Str. 132
  - Moschee Oberbarmen, Schwarzbach 168 A
- Avrupa Türk-İslam Birliği (ATIB)
  - Osmanli Moschee, Oberbarmen, Wichlinghauser Straße 51–53

#### Arabischsprachige Gemeinden
- Abubakr Moschee (Islamische Gemeinde Wuppertal), Barmen, Wittensteinstraße 190
- Anur-Moschee, Vohwinkel, Vohwinkler Straße 44–46
- Moschee Assalam, Wichlinghausen, Am Diek 40 (Masjid Assalam)
- Othman Moschee, Uellendahl-Katernberg, Uellendahler Straße 6 a
- Botschafter des Friedens, Moschee: Opphofer Str. 15

#### Bosnische Gemeinde
- Islamisches Kulturzentrum Gazija e. V., Uellendahler Straße 6 a

#### Weitere
- Alperen Moschee, Kluser Platz 8 (ehem. Räume der Apostolische Gemeinschaft)

### Aleviten
- Alevi Kültür Merkezi (Alevitisches Kulturzentrum), Südstraße 17–19 (Dachverband: Alevitische Gemeinde Deutschland)

## Judentum
- Jüdische Kultusgemeinde Wuppertal: Bergische Synagoge  Gemarker Straße 15

## Buddhismus
- Karma-Kagyü-Schule (Diamantweg): Buddhistisches Zentrum Wuppertal, Heinkelstraße 25–27
- Wat Tham Wuppertal – Verein Thailändischer Buddhisten in Wuppertal, Hochstraße 33
- Mahayana-Zen-Buddhismus
  - Zendo Wuppertal e. V., Wittensteinstr. 91
  - Yun Hwa Dharma Sah (Lotussangha of World Social Buddhism, koreanisch) – Buddhistisches Zentrum Wuppertal, Kohlstraße 155

## Hinduismus
- Eelamtamilische Gemeinde Wuppertal: Sri Navathurgadevi Tempel e. V., Hünefeldstraße 63 B
- Sri Sathya Sai Deutschland, Meditationszentrum Wuppertal, Unterdahl 24B[12]

## Bahaitum
Der Geistige Rat Bahá'i in Wuppertal – Gemeinde Wuppertal

## Sonstige religiöse Gemeinschaften
- AMORC – („Alter mystischer Orden vom Rosenkreuz“), Städtegruppe Wuppertal: Hünefeldstraße 50 („Damcar-Haus“)
- Internationaler Sufi-Orden, Sufi-Zentrum Wuppertal: Kölner Str. 16
- IVI – Einladung zum Leben, Zentrum Wuppertal: Gutenbergstr. 27
- Anthroposophische Gesellschaft e. V., Zweig Wuppertal: Martin-Luther-Str. 8
- Bruno-Gröning-Freundeskreis e. V., Gruppe Wuppertal

- Internationaler Gideonbund e. V., Gruppe Wuppertal

## Interreligiöser Dialog
- Die Gesellschaft für Christlich-Jüdische Zusammenarbeit in Wuppertal e. V. widmet sich dem jüdisch-christlichen Dialog.[13]
- Im interreligiösen Arbeitskreis Runder Tisch „Juden Christen Muslime“ Wuppertal, an dem sich die jüdische Kultusgemeinde, die evangelische und die katholische Kirche sowie die örtliche Islamische Gemeinde beteiligen, wird alljährlich ein jüdisch-christlich-muslimischer Kalender erarbeitet und herausgegeben.

## Ehemalige religiöse Gemeinschaften
- Neuapostolische Kirche
  - Neuapostolische Kirche Wuppertal-Barmen, Kleine Flurstraße 11 (geschlossen am 25. März 2022)[14]
  - Neuapostolische Kirche Wuppertal-Varresbeck, Otto-Hausmann-Ring 184 (2014 geschlossen)
  - Neuapostolische Kirche Wuppertal-Nächstebreck, Hölker Feld 42 (2012 geschlossen. Gebäude von 2015 bis September 2019 an WERA Gemeinde Wuppertal vermietet)
  - Neuapostolische Kirche Wuppertal-Heckinghauen, Schnurstraße 19 (2012 geschlossen)
  - Neuapostolische Kirche Wuppertal-Ronsdorf, Geranienstraße 24  (Die Gemeinde fusionierte im September 2016 mit der Gemeinde in Remscheid-Lüttringhausen, die  Kirche in Ronsdorf wurde geschlossen.)[15]
- Apostelamt Jesu Christi: Gemeinde Wuppertal, Alsenstraße 25 a (Gemeinde von 2007 - 2011 bestanden)
- Apostolische Gemeinschaft: Gemeinde Wuppertal, Hellerstraße 12  (die Gemeinde wurde Mitte Oktober 2017 wegen Überalterung aufgelöst)
- Kirche des Nazareners: Gemeinde Wuppertal, Sonntagstraße 35 (letzte Adresse, Gemeinde im Mai 1992 geschlossen)
- Heilsarmee: Korps Elberfeld, Ottenbrucher Straße 38 (vorher Hochstraße 59a - Korps April 1996 mit Korps Barmen zu Korps Wuppertal vereinigt)
- Freie evangelische Gemeinde Wuppertal-Elberfeld, Hellerstraße 12 (wegen Überalterung aufgelöst)
- Christliche Gemeinde Wuppertal-Langerfeld (Freie Brüdergemeinde), Schwelmer Straße 48 a (2006 aufgelöst)
- Evangelisch-freikirchliche Gemeinde Wuppertal-Ronsdorf (Brüdergemeinde), Friedenshort 69 (Juni 1998 aufgelöst)
- Evangelische Gesellschaft für Deutschland: Haus der Stadtmission, Else-Lasker-Schüler-Straße 12 (2007 aufgelöst, Haus nun ein Wohnhaus)
- Herrnhuter Brüdergemeine: Gemeinde Wuppertal (bis 2005 fanden monatlich Abendmahlsfeiern in Altenheimen oder privat statt)
- Unitarier – Religionsgemeinschaft freien Glaubens: Deutsche Unitarier, Gemeinde Wuppertal (1991 aufgelöst)
- Raven-Brüder: Gemeinde Wuppertal: Höfen (letzter Versammlungsort, vorher Schwarzbach und Freiheitstraße) (1995 aufgelöst)
- Schwedische Missionskirche: Kapelle Viktoriastraße 2 (1950 eingeweiht, Gemeindeauflösung unbekannt, Kapelle gibt es noch als Standort der „Hasenschule“)
- Filadelfia-Gemeinde: Schusterstraße 59 (ehem. evangelisches Gemeindehaus, Gemeinde in den 1990er Jahren aufgelöst)
- Pfingstgemeinde Wuppertal: Hofkamp 171 (Wunderbau (Wuppertal)) (2015 aufgelöst bzw. von der Credo-Kirche übernommen)
- Lectorium Rosicrucianum – Internationale Schule des Goldenen Rosenkreuzes, Gruppe Wuppertal: Briller Str. 13 (Die Niederlassung in der Briller Straße besteht nicht mehr, Gruppe trifft sich privat)
- Die Hauskirche (Muttergemeinde ist die U.B.F., University Bible Fellowship [Universität-Bibel-Freundschaft]), Tannenberger Straße 31 (besteht nicht mehr, aufgegangen in Familienkirche, Standort Elberfeld)
- Evangelisch-Freikirchliche Gemeinde Wuppertal-Barmen (Eben-Ezer-Kapelle (Wuppertal)): Wartburgstr. (wegen Überalterung im April 2024 aufgelöst)[16]